# Breeders (TV-serie)
Breeders är en amerikansk-brittisk komedi- och dramaserie vars första säsong hade premiär den 2 mars 2020. Första säsongen bestod av tio avsnitt. Den fjärde och avslutande säsongen hade premiär den 31 juli 2023. Serien skapad av Chris Addison, Simon Blackwell och Martin Freeman som även skrivit seriens manus.

## Handling
Serien kretsar kring två utarbetade och slitna föräldrar, och handlar om familjelivet och föräldraskapets både goda och mindre goda sidor.

## Rollista i urval
- Martin Freeman - Paul Worsley
- Daisy Haggard - Ally Grant
- Joanna Bacon - Jackie
- Alun Armstrong - Jim
- Stella Gonet - Leah
- Patrick Baladi - Darren
- Michael McKean - Michael
- Tim Steed - Carl
- Hugh Quarshie - Alex
- Jordan Nash - Jacob
- Aliyah Sesay - Grace
- Sally Phillips - Gabby